# Isabel María Oliver
Isabel María Oliver Sagreras (Campos, Balearea, 28 de abril de 1961) es una bióloga y política española. Entre 2018 y 2020 fue secretaria de Estado de Turismo de España en el gobierno de Pedro Sánchez. También ha sido consejera de Economía y Turismo en el Consejo de Mallorca entre 2007 y 2011 y, anteriormente, secretaria general técnica de la Consejería de Turismo del Gobierno de Francesc Antich.

## Biografía
Posee una licenciatura en Ciencias Biológicas por la Universidad de las Islas Baleares y es funcionaria de carrera del Cuerpo de Gestión de la administración de la Comunidad Autónoma de las Islas Baleares desde el año 1990, actualmente en situación de excedencia.

### Trayectoria política
Está afiliada al PSOE, donde ha sido secretaria de política económica de la Federación Socialista de Mallorca, y presidenta del Consejo Político del PSIB de 2008 a 2012 año en el que asumió la Secretaría de Organización.

### Trayectoria institucional
Fue secretaria general técnica de la Consejería de Turismo del Gobierno Balear (1999-2003) en el gobierno autonómico de Francesc Antich De junio de 2003 a abril de 2004 fue concejala en el Ayuntamiento de Palma de Mallorca y posteriormente diputada por Mallorca en la VIII legislatura (2004-2008).
De 2007 a 2012 asumió la consejería de Economía y Turismo del Consejo Insular de Mallorca, y durante su gestión se creó la Fundación Mallorca Turismo.
En junio de 2011 fue elegida diputada autonómica en el Parlamento Balear asumiendo la portavocía de la Comisión de Turismo.
En junio de 2018 fue nombrada Secretaria de Estado de Turismo en el Ministerio de Industria, Comercio y Turismo que lidera Reyes Maroto en el gobierno de Pedro Sánchez. En julio de 2020 fue reemplazado por Fernando Valdés Verelst.